# Verallgemeinerte Varianz
In der multivariaten Statistik ist die verallgemeinerte Varianz neben der totalen Varianz eine Kennzahl für die Gesamtstreuung eines multivariaten (mehrdimensionalen) Datensatzes (mit {\displaystyle p} Variablen {\displaystyle X_{j}}). Bei Vergleich der verallgemeinerten Varianzen zweier unterschiedlicher Grundgesamtheiten ist es möglich, dass eine Grundgesamtheit eine größere verallgemeinerte Varianz aufweist als die andere, aber dennoch eine geringere totale Varianz. 
Die verallgemeinerte Varianz ist definiert durch die Determinante der Kovarianzmatrix. Das Konzept der verallgemeinerten Varianz wurde durch Samuel Stanley Wilks eingeführt.
Minimierung der verallgemeinerten Varianz liefert den Update-Schritt des Kalmanfilters bzw. mehrdimensionale inverse Varianzgewichtung.

## Definition
Für die Kovarianzmatrix in der Grundgesamtheit {\displaystyle \mathbf {\Sigma } } ist die verallgemeinerte Varianz definiert als ihre Determinante, d. h.:
{\displaystyle {\text{verallgemeinerte Varianz}}={\begin{vmatrix}\mathbf {\Sigma } \end{vmatrix}}}.
Im Gegensatz dazu ist die verallgemeinerte Stichprobenvarianz gegeben durch {\displaystyle {\begin{vmatrix}\mathbf {S} \end{vmatrix}}}. Hierbei stellt {\displaystyle \mathbf {S} } die Stichproben-Kovarianzmatrix dar.

## Geometrische Interpretation
Die verallgemeinerte Stichprobenvarianz hat eine geometrische Interpretation. Die Erweiterung einer Ellipse auf mehr als zwei Dimensionen wird als Hyperellipsoid bezeichnet. Ein p-dimensionaler Hyperellipsoid {\displaystyle \left(\mathbf {y} -{\overline {\mathbf {y} }}\right)^{\top }\mathbf {S} ^{-1}\left(\mathbf {y} -{\overline {\mathbf {y} }}\right)=a^{2}}, der bei {\displaystyle {\overline {\mathbf {y} }}} zentriert ist und auf {\displaystyle \mathbf {S} ^{-1}} basiert, um den Abstand zum Zentrum zu standardisieren, enthält einen Teil der Beobachtungen {\displaystyle \mathbf {y} _{1},\mathbf {y} _{2},\ldots ,\mathbf {y} _{n}} in der Stichprobe. Der Ellipsoid {\displaystyle \left(\mathbf {y} -{\overline {\mathbf {y} }}\right)^{\top }\mathbf {S} ^{-1}\left(\mathbf {y} -{\overline {\mathbf {y} }}\right)=a^{2}} hat Achsen, die proportional zu den Quadratwurzeln der Eigenwerte der Stichproben-Kovarianzmatrix sind. Es kann gezeigt werden, dass das Volumen des Ellipsoids proportional zu {\displaystyle {\begin{vmatrix}\mathbf {S} \end{vmatrix}}^{-1/2}} ist.